# Consorzio Intercomunale Trasporti
Il CIT (acronimo di Consorzio Intercomunale Trasporti) è stata una Società per azioni concessionaria del trasporto pubblico nei 21 comuni della provincia di Alessandria, a Borgo Fornari (comune di Ronco Scrivia) e a Busalla in provincia di Genova.

## Storia
Il CIT nasce a Novi Ligure come consorzio tra 22 comuni nel 1978 e con Decreto Presidente Giunta Regionale del Piemonte n. 5387 del 18 settembre 1978 viene riconosciuta ufficialmente dalla regione. Il 24 luglio 1996 diventa azienda speciale e dal 1º gennaio 2001 diventa una società per azioni a totale capitale pubblico. Gestisce anche le onoranze funebri, i parcheggi a pagamento e il trasporto urbano a Novi Ligure. La sede è in via Garibaldi, 91 a Novi Ligure.

## Automezzi
Il CIT aveva 51 automezzi e 41 dipendenti al 2008.